# A Brand New Day (песня из мюзикла «Виз»)
«A Brand New Day» (с англ. — «Совершенно новый день»), также известна как «Everybody Rejoice» (с англ. — «Радуйтесь все») — песня 1975 года из бродвейского мюзикла «Виз», написанная Лютером Вандроссом (в авторском исполнении песня вошла в альбом Luther 1976 года).
Позднее песня прозвучала в киноадаптации мюзикла в 1978 году в исполнении Дайаны Росс и Майкла Джексона. Альбомная версия песни имеет продолжительность 7:49, сингловая — 2:40, на оборотной стороне был записан инструментал «Liberation Ballet — A Brand New Day» длительностью 4:23. Песня была выпущена в качестве сингла в Европе, где достигла первого места в чартах Бельгии и Нидерландов.
Сольная версия в исполнении Дайаны Росс вошла в альбом Diana Ross Sings Songs from The Wiz, выпущенный в 2015 году.

## Чарты

### Еженедельные чарты
| Чарт (1979)                    | Высшая позиция |
| ------------------------------ | -------------- |
| Бельгия/Фландрия (Ultratop 50) | 1              |
| Нидерланды (Dutch Top 40)      | 1              |
| Нидерланды (Single Top 100)    | 1              |

### Годовые чарты
| Чарт (1979)                    | Позиция |
| ------------------------------ | ------- |
| Бельгия/Фландрия (Ultratop 50) | 14      |
| Нидерланды (Dutch Top 40)      | 10      |
| Нидерланды (Single Top 100)    | 17      |